# Chusquea tessellata
Chusquea tessellata är en gräsart som beskrevs av William Munro. Chusquea tessellata ingår i släktet Chusquea och familjen gräs. Inga underarter finns listade i Catalogue of Life.